# Sainte-Colombe-des-Bois
Sainte-Colombe-des-Bois ist eine französische Gemeinde mit 139 Einwohnern (Stand 1. Januar 2022) im Département Nièvre in der Region Bourgogne-Franche-Comté (vor 2016 Bourgogne). Sie gehört zum Arrondissement Cosne-Cours-sur-Loire und zum Kanton Pouilly-sur-Loire (bis 2015 Donzy). Die Bewohner werden Colombois und Colomboises genannt.

## Nachbargemeinden
Sainte-Colombe-des-Bois liegt etwa 32 Kilometer nördlich von Nevers.
Nachbargemeinden von Sainte-Colombe-des-Bois sind Donzy im Norden und Nordwesten, Cessy-les-Bois im Osten, Châteauneuf-Val-de-Bargis im Süden und Südosten, Vielmanay im Süden und Südwesten sowie Suilly-la-Tour im Westen.

## Bevölkerungsentwicklung
| Jahr                       | 1962 | 1968 | 1975 | 1982 | 1990 | 1999 | 2006 | 2011 | 2016 |
| Einwohner                  | 201  | 182  | 155  | 156  | 147  | 122  | 132  | 124  | 126  |
| Quellen: Cassini und INSEE |      |      |      |      |      |      |      |      |      |

## Sehenswürdigkeiten

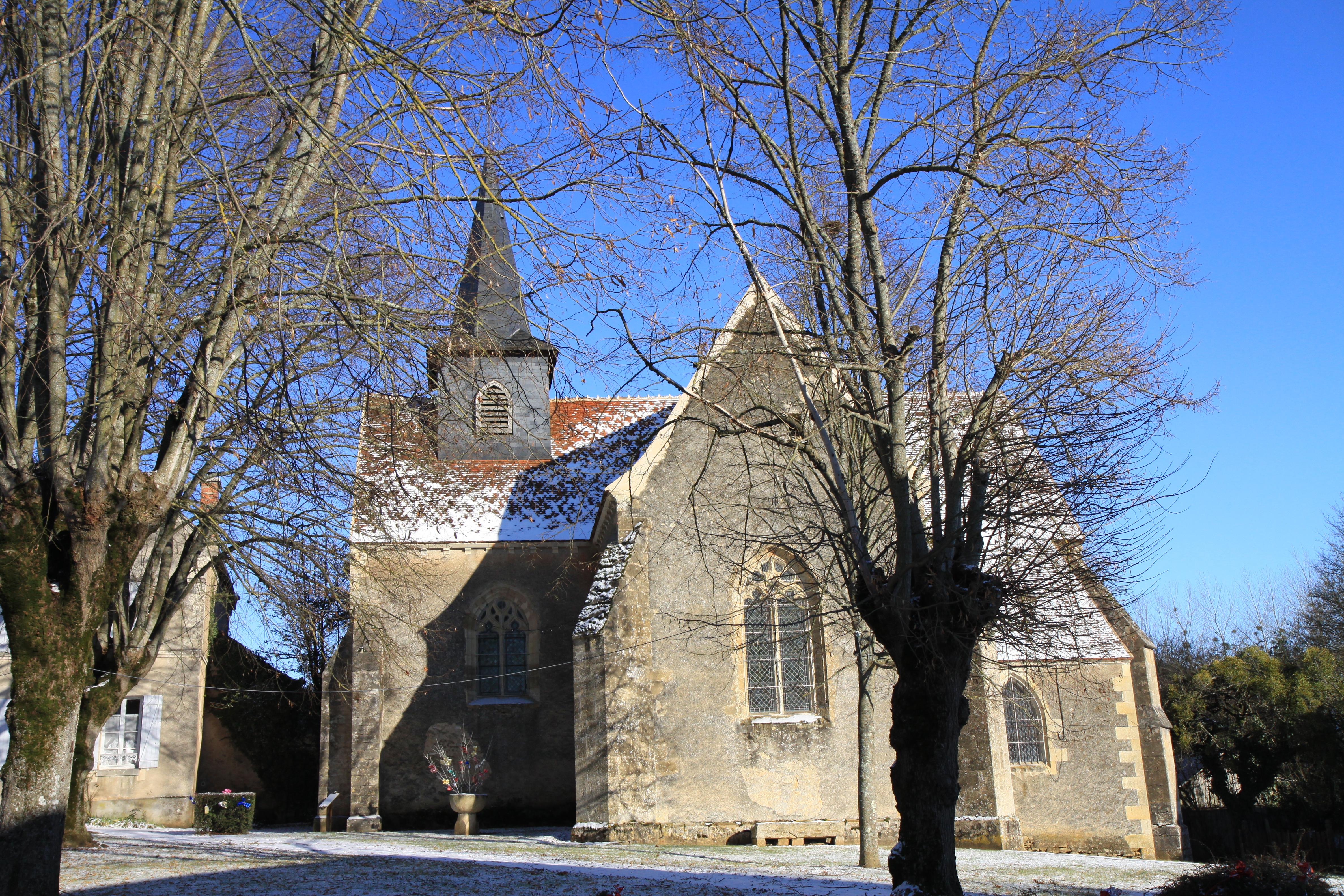
Kirche Sainte-Colombe

- Kirche Sainte-Colombe aus dem 13. Jahrhundert, seit 1927 als Monument historique eingeschrieben